# منطقه هپینگ
منطقه هپینگ (به چینی: 和平区، به پین‌یین: Dōngchéng Qū) یک منطقهٔ شهرداری تابع شهر تیانجین، در جمهوری خلق چین است. منطقه هپینگ ۹٫۹۷ کیلومتر مربع مساحت دارد.
منطقهٔ هپینگ یکی از مناطق تاریخی و مرکزی شهر تیانجین می باشد.

## خواهرخوانده
شهر چیچیهار خواهرخواندهٔ منطقه هپینگ هست.